# Don't Be Cruel
〈Don't Be Cruel〉은 1956년 오티스 블랙웰이 쓰고 엘비스 프레슬리가 부른 노래다. 2002년 그래미 명예의 전당에 입성했다. 2004년 《롤링 스톤》의 가장 위대한 500곡에서 197위로, 현 명단에서는 173위로 선정됐다. 어클레임드 뮤직에 따르면 1956년 여섯 번째로 훌륭한 노래다.

## 배경
〈Don't Be Cruel〉은 엘비스 프레슬리의 노래출판사 힐 & 레인지가 그에게 취입을 촉탁한 첫 번째 노래다. 블랙웰은 "최근 가장 핫한 신인의 커버"를 보장받기 위해 수익의 반을 포기하고 명의를 프레슬리와의 공동 작곡으로 했다. 그러나 아메리칸 송라이터 인터뷰에서 밝힌 바로는 25달러에 곡을 매각해 버렸다고 한다.
프레슬리의 음악출판인 프레디 빈스톡은 이 곡에서 왜 엘비스가 공동 작곡가로 아로새겨졌는지 이렇게 답한다. "엘비스는 처음에 일부 가사를 마음에 들지 않아했고 변경을 가했어요. 그러니 이른바 '끼어들기(cut-in)'라고 부를 수 없는 거죠." "만약 엘비스가 노래를 마음에 들어하면, 작곡가는 곡의 1백만 장 판매는 보장받는 것이고 엘비스에게 수익의 3할은 그냥 넘겨줬을 거예요."

## 녹음 및 발매
1956년 7월 2일 뉴욕 시 RCA 스튜디오에서 녹음했다. 이 세션에서는 〈Hound Dog〉, 〈Any Way You Want Me〉도 녹음되었다. 프레슬리의 정규 밴드 구성원들인 스코티 무어가 리드 기타, 빌 블랙이 베이스, D. J. 폰타나가 드럼, 조더네이어스가 백 보컬로 채용됐다. 프로듀서는 RCA의 스티븐 H. 숄스가 임한 것으로 기명돼 있지만, 스튜디오 음원은 곡을 선별하고, 피아노 편곡을 수정하고, 만족될 때까지 28테이크 녹음을 고집한 프레슬리가 프로듀싱했음을 시사한다. 〈Hound Dog〉은 물경 31테이크를 녹음했다.
1956년 6월 13일, 뒷면 〈Hound Dog〉과 싱글로 출판되었다. 일주일 내에 〈Hound Dog〉은 팝 차트 2위로 일약하여 1백만 장 이상 팔렸다. 〈Don't Be Cruel〉은 팝, 컨트리, 리듬 앤 블루스의 세 주요 차트에서 1위를 휩쓸었다. 이들 곡은 서로 병행하며 팝 차트 정상을 11주간 점령했다. 앤톤 카라스의 〈The Third Man Theme〉, 조니 레이의 〈Cry〉와 기급해 1위에 가장 오래 머무른 싱글 기록이었지만, 1992년 보이즈 투 멘의 〈End of the Road〉로 종시 깨졌다. 1956년 말엽에는 4백만 장 이상이 판매되었다. 《빌보드》는 1956년 노래 중 2위로 곡을 선정했다.
프레슬리는 《에드 설리번 쇼》에 총 3번 출연하면서 항상 〈Don't Be Cruel〉을 공연했다. 1961년 누계 판매량이 6백만 장을 돌파해 〈Don't Be Cruel〉은 프레슬리의 가장 많이 팔린 싱글로 자리잡았다.